# Jean de Doyat
Jean de Doyat, né vers 1445 au château de Doyat, près de Cusset (Auvergne), et mort en 1498, est un homme politique français.

## Biographie
Jean de Doyat est le fils d'un greffier au bailliage de Cusset, aîné de six enfants. Il semble avoir eu une jeunesse dissipée, violente et paillarde ; il se rend à Paris, où il devient clerc de l'université de Paris. Il était un habile juriste, comme le montre la suite de son existence.
Il se fit remarquer par Louis XI, auquel il se montra entièrement dévoué, devint bailli et capitaine de la ville de Cusset en 1477. Il fit construire les nouvelles fortifications de la ville. À cette place, il s'attaqua aux officiers du duc de Bourbon et d'Auvergne (Jean II de Bourbon), qui défiaient la justice et l'autorité royales.
Il fut chambellan et conseiller de Louis XI et gouverneur de l'Auvergne de 1480 à 1482. Là encore, il s'attira la haine du duc de Bourbon. Il fut nommé procureur général du parlement de Toulouse, en remplacement de Pierre d'Olive, mort de la peste, mais il ne semble pas avoir exercé effectivement cette fonction et fut remplacé par un substitut.
Mais le 30 août 1483, le roi, son protecteur, meurt. Il est disgracié ; le 14 mai 1484, il est arrêté en Auvergne, puis emprisonné à Paris, au Petit Châtelet. Un procès s'engage devant le parlement. Il est fustigé dans tous les quartiers de Paris, dépouillé de ses biens et chassé du royaume. Il s'exile en Piémont. Quand Charles VIII décide de passer en Italie en 1494 (Première guerre d'Italie), Doyat se met à son service pour faire franchir les Alpes à son artillerie. Charles VIII, reconnaissant, le réhabilite et lui rend une partie de ses biens.